# La reina de las nieves (novela)
La reina de las nieves es una novela de la escritora española Carmen Martín Gaite publicada en 1994. Tanto el título como el argumento hacen referencia al cuento homónimo de Hans Christian Andersen, publicado en 1845.
La novela está ambientada en Madrid en los años 70, en plena movida madrileña. Gaite empezó a escribirla entre 1979 y 1985, aunque la interrumpió tras la muerte de su hija Marta y no la publicó hasta quince años después, como ella misma cuenta en la nota preliminar.

## Argumento
El joven Leonardo Villalba sale de la cárcel y se encuentra perdido. Hilvanando sus recuerdos de infancia y los cuentos que su abuela le contaba de niño, acabará encontrándose a sí mismo y descubriendo algunas verdades sobre su familia que le han ocultado durante toda su vida. Solo así conseguirá descongelar su corazón que, como al protagonista de La reina de las nieves, una suerte de maleficio dejó anestesiado hace mucho tiempo.

## Personajes
- Casilda: señora de la Quinta Blanca; la cual compró a Inés Guitián. Caminaba erguida con paso lento y armonioso. Todo lo que se relacionaba con ella producía una especie de respeto. Se especulaba de ella que era viuda de un rico hacendado, que provenía de Brasil y que era amante de E.V.G.
- Inés Guitián:
- Don Ambrosio: párroco.
- Rosa Figueroa: niñera de Eugenio Guitián. Al morir se le cubrió el rostro con el pañuelo que tanto atesoraba como fuera su voluntad.
- Eugenio V. Guitián: nieto de Inés Guitián. Se especulaba que estaba cerca a los 30 años.
- Tola: nieta de Rosa Figueroa. Sus padres se desentendieron de ella  dejándola al cuidado de sus abuelos y marchándose a América. Solía jugar en los veranos con el nieto de Inés Guitián. Tenía 27 años. Cuando su abuela murió fue internada en un asilo.
- Julián Expósito: recluso.

## Intertextualidad literaria
La novela está cuajada de multitud de alusiones literarias, empezando por el cuento de Andersen al que hace referencia el título, estableciéndose un marcado paralelismo entre Kay, el niño del cuento, y Leonardo, el protagonista de la novela, pues a ambos «se les ha helado el corazón». De hecho, Martín Gaite menciona al autor danés en su dedicatoria:

Para Hans Christian Andersen, sin cuya colaboración este libro nunca se habría escrito.
Y en memoria de mi hija, por el entusiasmo con que alentaba semejante colaboración.

Otras obras literarias a las que hace referencia la novela:
- El extranjero (1942), de Albert Camus.
- La dama del mar (1888), de Henrik Ibsen.
- La Regenta (1884), de Leopoldo Alas, Clarín.
- El primo Basilio (1878), de José Maria Eça de Queirós.
- La poética del espacio (1957), de Gaston Bachelard.
- El miedo a la libertad (1941), de Erich Fromm.
- Lo sagrado y lo profano, de Mircea Eliade.
- El hombre que perdió su sombra (1813), de Adelbert von Chamisso.
- Obras de Lope, Moreto y Calderón.
- Baudelaire, Poe, Camus y Bataille.